# George Evans (futbolista nacido en 2005)
George Evans (nacido el 16 de mayo de 2005) es un futbolista profesional inglés que juega como arquero en el club del EFL Championship Millwall

## Carrera

### Sutton United
Evans hizo un préstamo de 28 días a Sutton United, donde solo jugó un partido: un empate 2-2 contra Wealdstone donde ganó el premio del mejor jugador del partido.   

### Millwall
Tras la lesión de Lukas Jensen y la sanción de seis partidos de Liam Roberts. George Evans tuvo la oportunidad de empezar en el once inicial del Millwall, donde ha hecho dos apariciones: una derrota por 4-1 ante el Blackburn Rovers y una victoria por 3-1 contra el Norwich City. 